# 다나카 마사키
다나카 마사키(일본어: 田中 優毅, 1991년 3월 27일 ~ )는 일본의 축구 선수이다.

## 구단 경력
과거 기라반츠 기타큐슈에서 활동하였다.